# Mike McGear
Mike McGear, artistnamn för Michael McCartney, född 7 januari 1944, var på 1960- och 70-talet en brittisk artist, som inte ville rida på sin äldre bror Paul McCartneys popularitet. Han slog sig ihop med komikern John Gorman och poeten Roger McGough, och tillsammans bildade de pop- och satirikergruppen The Scaffold.
Trumslagararen Josh McCartney är son till McGear.

## Diskografi (urval)
Soloalbum
- 1972 - Woman
- 1974 - McGear